# Forster Light Car
Die Forster Light Car Ltd. war ein britischer Automobilhersteller, der nur 1922 in Richmond (Surrey) ansässig war.
Der Forster war ein Leichtfahrzeug mit Zweizylinder-Reihenmotor. Der Motor leistete 10 bhp (7,4 kW). Zu einer Serienproduktion kam es nicht.

## Quelle
- David Culshaw & Peter Horrobin: The Complete Catalogue of British Cars 1895–1975. Veloce Publishing plc. Dorchester (1997). ISBN 1-874105-93-6